# Bojan Šarčević
Bojan Šarčević (* 1974 in Belgrad) ist ein bosnisch-französischer Künstler (Installationen, Skulpturen, Videos und Aktionskunst).

## Leben
Bojan Šarčević wurde an der École des Beaux-Arts in Paris und an der Rijksakademie in Amsterdam ausgebildet. Erste internationale Bekanntheit erlangte Bojan Šarčević durch seine Teilnahme an der zweiten Manifesta 1998 in Luxemburg.
2004 nimmt er an der Berlin Biennale teil. Im Jahr 2012 widmete ihm das Kunstmuseum Liechtenstein eine große Überblicksausstellung.
Bojan Šarčević unterrichtet an der École des Beaux-Arts und den De Ateliers in Amsterdam. Er lebt und arbeitet in Basel und Paris.

## Öffentliche Sammlungen
Deutschland
- Museum Ludwig, Köln
- Daimler Contemporary, Berlin
- Sammlung Haubrok, Berlin
- Sammlung Boros, Berlin
- Städtisches Museum Abteiberg, Mönchengladbach

Finnland
- Kiasma – Museum of Contemporary Art, Helsinki

Frankreich
- FRAC - Poitou-Charentes, Angoulême
- FNAC Fonds National d´Art Contemporain, Puteaux

Italien
- Fondazione Morra Greco, Neapel